# Lekkoatletyka na Letnich Igrzyskach Paraolimpijskich 2004 – pchnięcie kulą kl. F35 mężczyzn
W pchnięciu kulą kl. F35 (zawodnicy z porażeniem mózgowym stojący) mężczyzn podczas Letnich Igrzysk Paraolimpijskich 2004 rywalizowało ze sobą 10 zawodników.

## Wyniki

### Finał
| Poz. | Zawodnik           | Narodowość      | Rezultat | Uwagi |
| ---- | ------------------ | --------------- | -------- | ----- |
| 1    | Guo Wei            | Chiny           | 14.20    | PR    |
| 2    | Edgars Bergs       | Łotwa           | 13.55    |       |
| 3    | Thierry Cibone     | Francja         | 13.43    |       |
| 4    | Fu Xinhan          | Chiny           | 12.63    |       |
| 5    | Paul Williams      | Wielka Brytania | 11.59    |       |
| 6    | Yan Feng           | Chiny           | 10.98    |       |
| 7    | Piotr Sikorski     | Polska          | 10.84    |       |
| 8    | Shane Risto        | Kanada          | 10.52    |       |
| 9    | Kyle Pettey        | Kanada          | 10.17    |       |
| 10   | Bernhard Eitzinger | Austria         | 9.59     |       |